# Ernest Lavisse

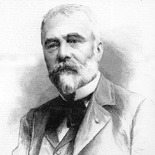
Ernest Lavisse

Ernest Lavisse (* 17. Dezember 1842 in Le Nouvion-en-Thiérache, Département Aisne, Picardie; † 18. August 1922 in Paris) war ein französischer Historiker, der 1892 Mitglied der Académie française wurde und umfangreiche Werke zur Geschichte Frankreichs und Geschichte Deutschlands verfasste.

## Leben
Nach dem Schulbesuch absolvierte Lavisse ein Studium und übernahm später eine Professur für Geschichte an der Universität Toulouse sowie an der Philosophischen Fakultät der Universität von Paris.
Am 2. Juni 1892 wurde er zum Mitglied der Académie française gewählt und nahm dort als Nachfolger von Edmond Jurien de La Gravière den sechsten Sessel (Fauteuil 6) ein. Bei seiner Wahl konnte er sich gegen Ferdinand Brunetière und Émile Zola durchsetzen. Er selbst hatte zwei Jahre zuvor seine Kandidatur für die Aufnahme in die Académie française gegen den Politiker Charles de Freycinet zurückgezogen.
Gemeinsam mit dem Historiker und zeitweiligen Minister für den öffentlichen Unterricht Alfred Nicolas Rambaud gab er von 1893 bis 1900 Histoire générale du IVe siècle à nos jours heraus, eine zwölfbändige Geschichte Frankreichs vom 4. Jahrhundert bis zur Gegenwart. Lavisse, der seit 1894 Herausgeber der Revue de Paris war, wurde 1903 als Nachfolger von Georges Perrot Direktor der École normale supérieure in Paris und leitete diese bis zu seiner Ablösung durch Gustave Lanson 1919. Lavisse wurde für seine Verdienste mit dem Großkreuz der Ehrenlegion ausgezeichnet. Seit 1893 war er assoziiertes Mitglied der Académie royale des Sciences, des Lettres et des Beaux-Arts de Belgique, seit 1914 korrespondierendes Mitglied der Russischen Akademie der Wissenschaften und seit 1916 der British Academy.
Lavisse verfasste neben zahlreichen Büchern zur Geschichte Frankreichs wie zur Schlacht bei Bouvines auch eine Reihe von Werken zu Geschichte Deutschlands wie zum Dreikaiserjahr 1888, aber auch zu historischen Personen wie Maximilien de Béthune, duc de Sully und insbesondere eine ins Deutsche übersetzte Darstellung der Jugend Friedrichs des Großen. Seine Arbeiten prägten unter anderem das Denken des Politikers Émile Driant.
Zu einem Eklat kam es 1923, als nach seinem Tode sein Nachfolger für den Fauteuil 6, der Dramatiker Georges de Porto-Riche, das Verfassen der vorgeschriebenen Laudatio auf den jeweiligen Vorgänger verweigerte und daher, trotz erfolgter Wahl, niemals offiziell in die Académie française aufgenommen wurde.
Die von Lavise geprägte nationalistische Phrase: „Nos ancêtres les Gaulois“ (Unsere Vorfahren die Gallier) fand eine breite Rezeption.

## Veröffentlichungen
- Étude sur l’une des origines de la monarchie prussienne, 1875
- De Hermanno Salzensi ordinis Teutonici magistro. De la Marche de Brandebourg sous la dynastie ascanienne, 1875
- La Fondation de l’université de Berlin, 1876
- Leçons préparatoires d’histoire de France, 1876
- La première année d’histoire de France, 1876
- Études sur l’histoire de la Prusse, 1879
- Sully, 1880
- Récits et entretiens familiers sur l’histoire de France, 1883
- Questions d’enseignement national, 1885
- Essais sur l’Allemagne impériale, 1887
- Trois empereurs d’Allemagne : Guillaume 1er, Frédéric III, Guillaume II, 1888
- La vie politique à l’étranger, 1889
- La bataille de Bouvines, 1890
- Études et étudiants, 1890
- Vue générale de l’histoire politique de l’Europe, 1890
- La jeunesse du grand Frédéric, 1890
- À propos de nos écoles, 1893
- Le grand Frédéric avant l’avénement 1893
- Histoire générale du IVe siècle à nos jours, Mitherausgeber Alfred Nicolas Rambaud, 12 Bände, 1893–1900
- Histoire de France depuis les origines jusqu’à la Révolution, Mitherausgeber, 18 Bände, 1903  bis 1911* Histoire de France contemporaine depuis la Révolution jusqu’à la paix de 1919, Mitherausgeber, 10 Bände, 1920 bis 1922

in deutscher Sprache
- Die Jugend Friedrichs des Großen : 1712-1740, Übersetzung Friedrich von Oppeln-Bronikowski, 1919